# Aggertalsperre
Die Aggertalsperre im Oberbergischen Land liegt zwischen den Städten Gummersbach, Bergneustadt und Meinerzhagen in Nordrhein-Westfalen (Deutschland). Eigentümer und Betreiber der Talsperre ist der Aggerverband, einer der neun sondergesetzlichen Wasserwirtschaftsverbände in Nordrhein-Westfalen.
Die Talsperre im Tal der Agger wird durch die Flüsse Agger, Genkel und Rengse gespeist und hat einen Gesamtstauraum von 20,5 Millionen Kubikmetern. Der Stausee bedeckt eine Fläche von ca. 120 bis 150 ha (abhängig vom Wasserstand), nach anderen Informationen sogar 193 ha. Die Staumauer ist 225 bis 230 m lang und 45 m hoch. Sie wurde zwischen 1927 und 1929 errichtet. Durch die drei Täler hebt sich der Stausee optisch von vielen anderen Talsperren ab.
Die Talsperre dient der Stromerzeugung, dem Hochwasserschutz, der Niedrigwasseraufhöhung und der Brauchwasserversorgung. Die Kraftwerksleistung beträgt nach verschiedenen Angaben 2,25 oder 3 MW.
Das Absperrbauwerk ist eine Gewichtsstaumauer aus Gussbeton. Wegen Undichtigkeit an der Wasserseite musste der See im April 1967 wieder abgelassen werden. Es wurden eine 12 cm dicke Bitumenschicht und eine 40 cm dicke Betonschicht vor die Talsperrenmauer gegossen. Diese wurden durch mehrere 1000 Anker mit der aus Split-Beton hergestellten Staumauer verbunden. Bei dieser Maßnahme wurde auch die Fahrbahn beidseitig der Mauerkrone auf 11,60 m verbreitert, da der steigende Verkehr von der einfachen Fahrbahn nicht mehr bewältigt werden konnte.
Im Jahr 2002 erfolgten größere Sanierungs- und Instandsetzungsarbeiten. Das Wasser der Talsperre musste vollständig abgelassen werden.
Auf dem Bergrücken zwischen dem Agger- und dem Genkelarm („Burg Zinne“) befinden sich Überreste von Ringwallanlagen aus fränkischer Zeit.

## Geschichte
Um den ständig steigenden Energiebedarf decken und die jährlich auftretenden Hochwasserschäden verhindern zu können, wurden bereits in den Jahren 1900 bis 1904 erste Überlegungen zum Bau einer Talsperre im Lauf der Agger oberhalb Dümmlinghausen getroffen.  Entgegen der ursprünglichen Absicht, die Gewichtsmauer aus Steinen zu errichten, entschied man sich aus rationellen Gründen für Gussbeton. Zu Spitzenzeiten waren bis zu 1600 Arbeiter auf der Baustelle beschäftigt.
Zum Transport von Material und Arbeitern wurde die in Dümmlinghausen auf der Aggertalstraße verlaufende normalspurige Straßenbahn- und Güterverkehrstrasse der Gummersbacher Kleinbahnen bis zum Kleinbahnhof Genkelmündung genutzt, in Derschlag stiegen die Arbeiter von der Aggertalbahn um.
Am 10. Oktober 1928 riss der Gießausleger eines der beiden Gießtürme ab, wobei vier Arbeiter den Tod durch herabstürzende Teile fanden. Gegen Ende der Bauzeit meldete die ausführende Baufirma Konkurs an, noch verbleibende Arbeiten wurden von Unternehmen aus der Umgebung ausgeführt. Am 24. Dezember 1928 begann der Probestau, welcher wegen Undichtigkeiten und den daraus resultierenden Abdichtungsarbeiten Anfang September 1929 abgebrochen werden musste. Nach Beendigung der Abdichtungsarbeiten konnte am 18. Oktober 1929 mit dem Einstau begonnen werden.

## Bilder

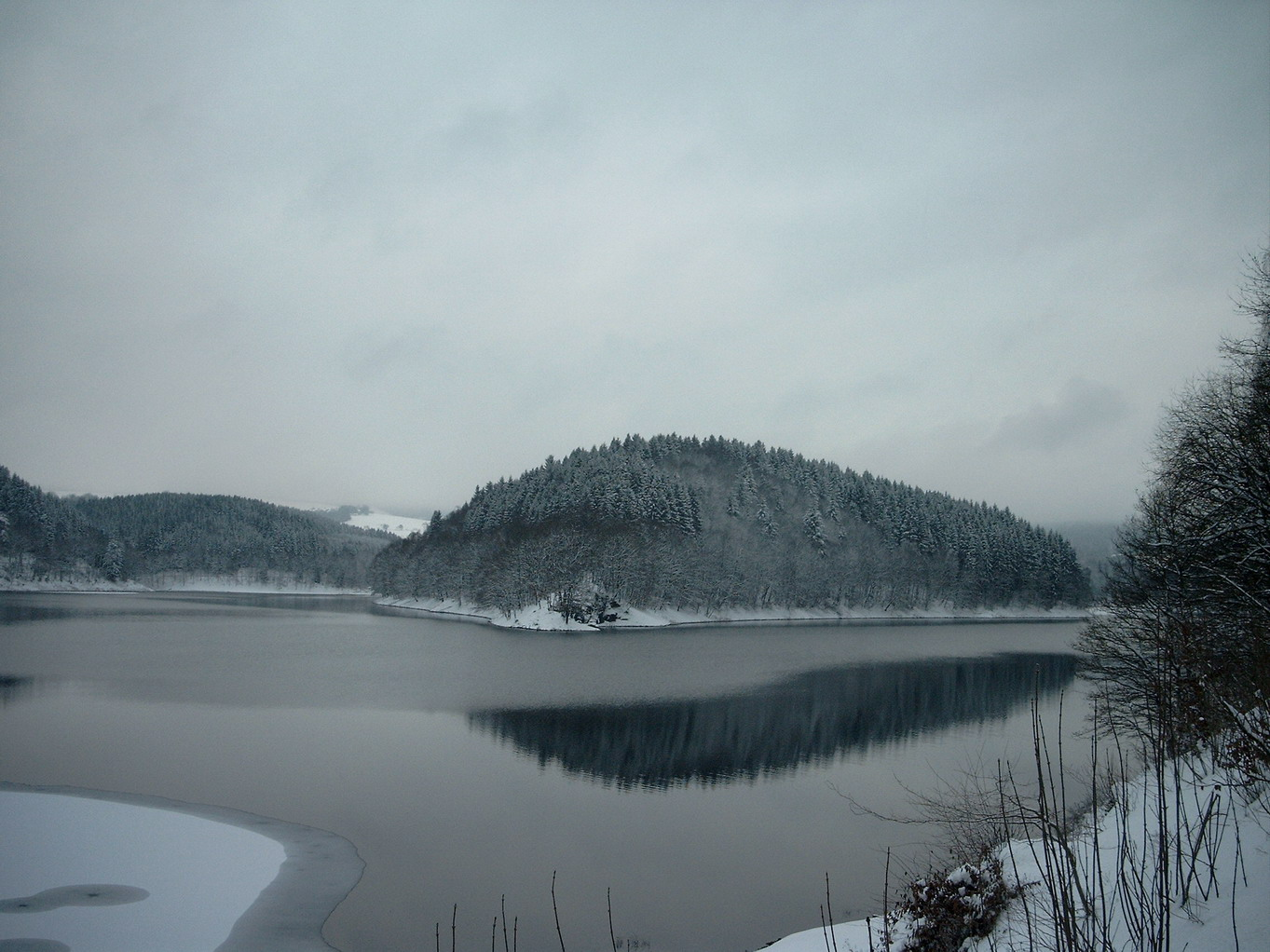
Winterbild der Aggertalsperre
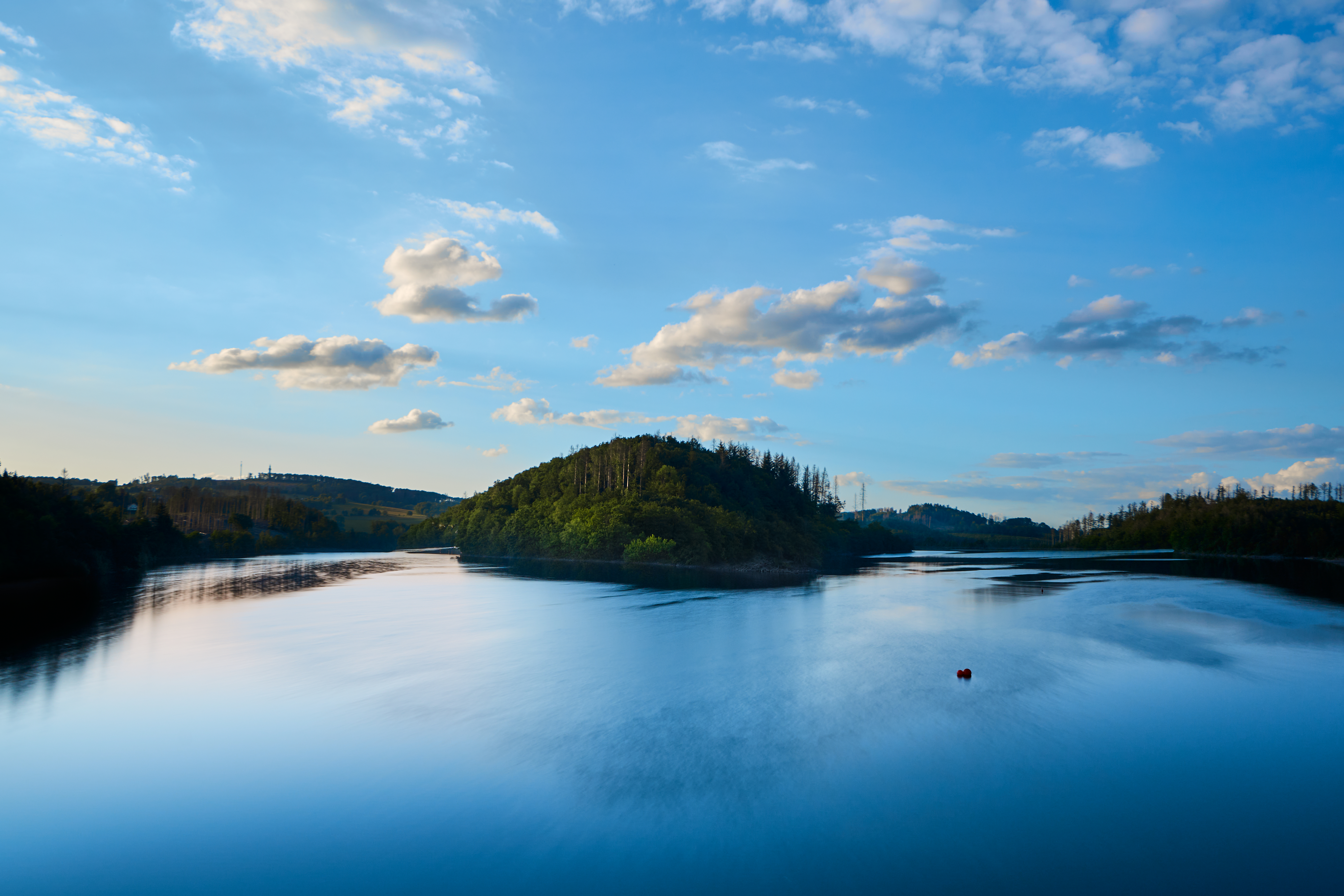
Blick auf die Aggertalsperre von der Sperrmauer aus
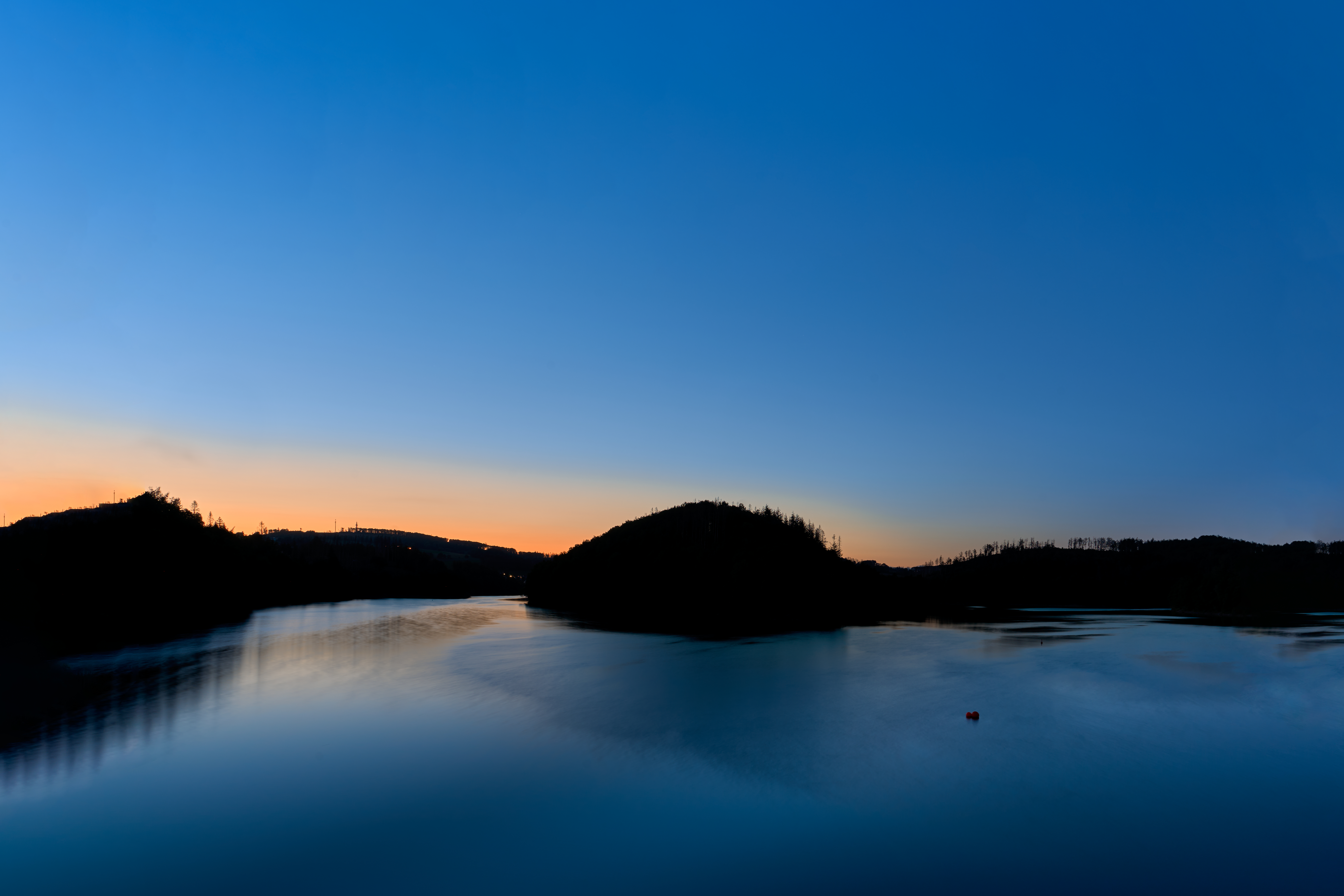
Blick auf die Aggertalsperre zur blauen Stunde
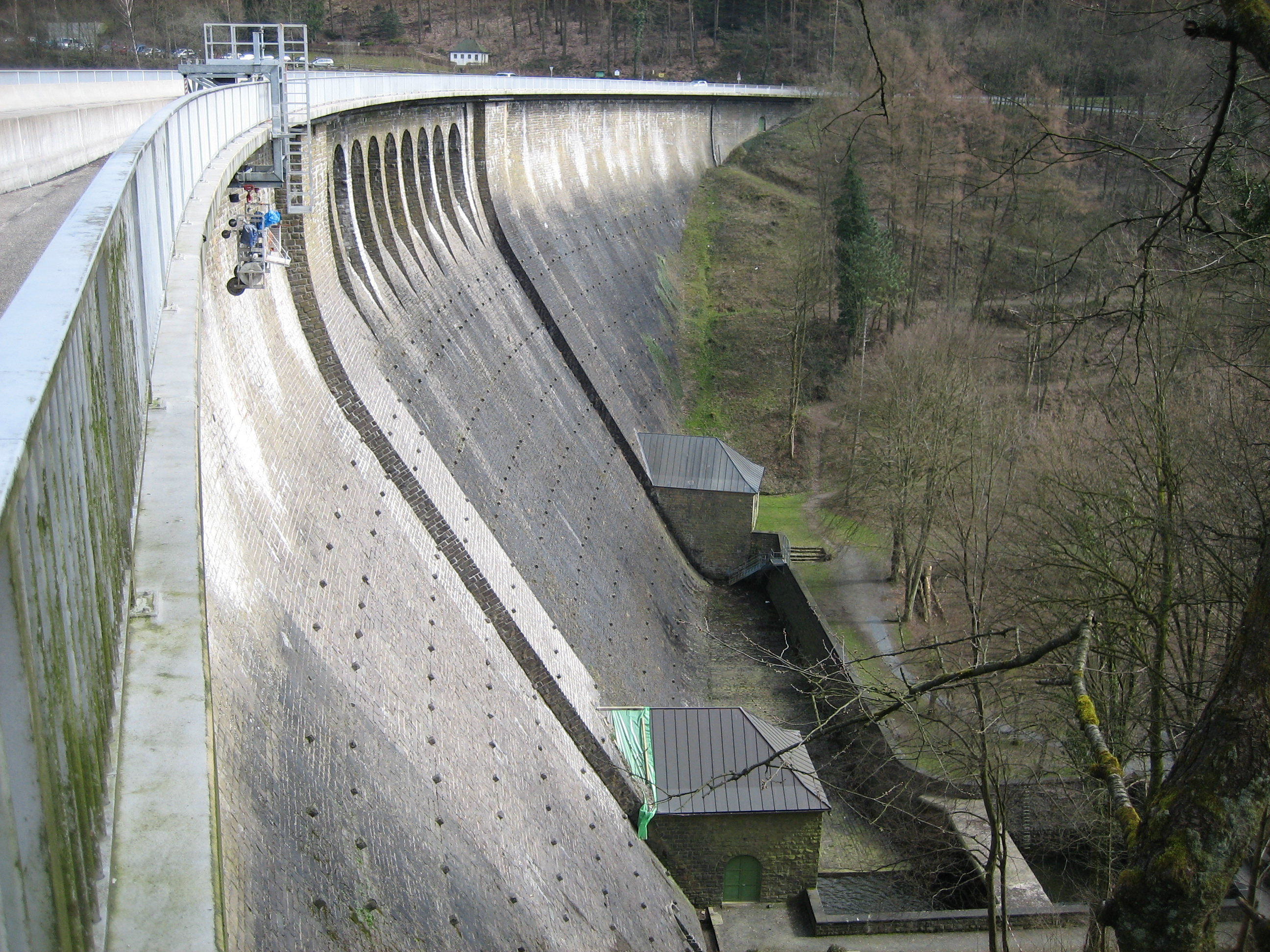
Sperrmauer der Aggertalsperre, luftseitige Ansicht
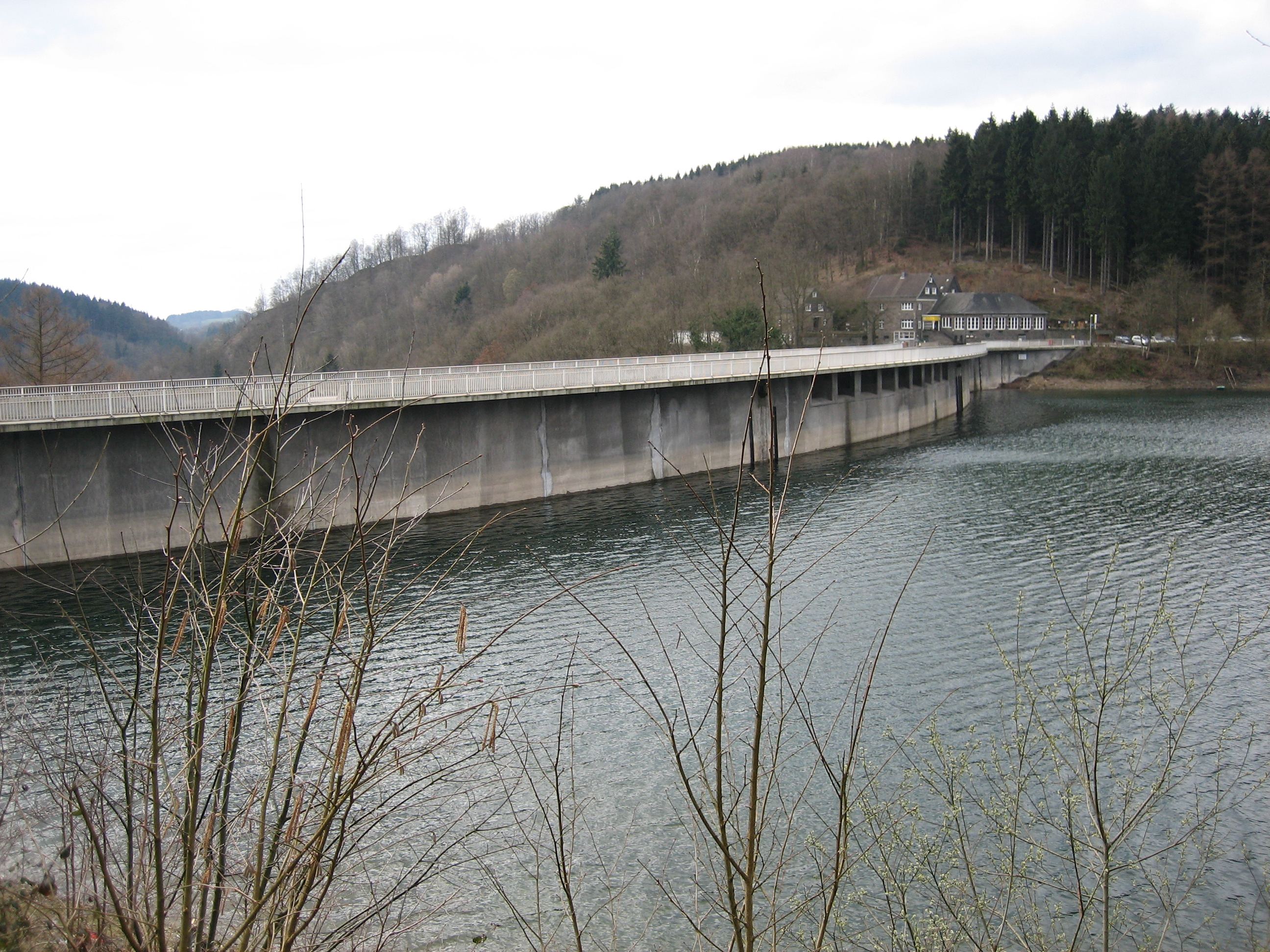
Sperrmauer der Aggertalsperre, wasserseitige Ansicht

## Freizeit
Die Aggertalsperre ist mit ihren Möglichkeiten zur Freizeitgestaltung ein Anziehungspunkt für Besucher aus der gesamten Region. Zum Freizeitangebot zählen zahlreiche Wanderwege, Rastplätze, ein Jugendzeltplatz und ein Bootshafen für Segel- und Ruderboote.

### Tauchen
Die Talsperre ist ein ruhiges Revier für Hobby-Taucher; so ist die Aggertalsperre im Raum Gummersbach, Bergneustadt und Meinerzhagen zu einem beliebten Platz für Sporttaucher geworden. Die Rechte für die unterwassersportliche Nutzung der Talsperre lagen zwischen 1968 und 1997 in der Hand der Tauchsport- und Forschungsgemeinschaft Siegerland e. V. Siegen. Seit 1997 regelt der Tauchsportverband NRW die Betauchung.
Sehenswürdigkeiten unter Wasser:
- voll erhaltenes Viadukt (durchtauchbarer Brückenbogen)
- Brecheranlage
- Bruchsteinmauern
- Felswände